# Centre de crise et de soutien
Créé en 2008, le Centre de crise et de soutien (CDCS) est un service du ministère français de l’Europe et des Affaires étrangères. Directement placé sous l’autorité du ministre, le CDCS fonctionne 24h/24. En liaison avec le réseau diplomatique, Il est chargé de la protection des ressortissants français à l’étranger en cas de crise. Il coordonne également les réponses humanitaires d’urgence mises en place par la France en direction de pays affectés par des catastrophes naturelles, climatiques ou sanitaires. Dans un contexte de sortie de crise, il met en place des programmes de stabilisation. Enfin, Il mène également des missions d’anticipation, de veille et d’alerte. 

## Historique
Le Centre de crise est né le 2 juillet 2008 de la fusion de deux départements du ministère des Affaires étrangères, l’un chargé de la sécurité des Français de l'étranger, et l'autre de l'action humanitaire. Fin 2014, le Centre de crise s’étoffe en ajoutant à ses missions le soutien à la stabilisation post-crise, adoptant ainsi l’appellation « Centre de crise et de soutien ».
Il assure à cet égard sept grandes missions : 
- Veiller, analyser et informer les Français;
- Gérer les crises survenant à l'étranger et affectant la sécurité des Français;
- Protéger les Français à l’étranger : le traitement des affaires individuelles;
- Apporter une expertise médicale et psychologique;
- Gérer l’action humanitaire de la France;
- Stabiliser les pays en sortie de crise;
- Accompagner les opérateurs de l’État et les entreprises.

## Fonctionnement
Le Centre de crise et de soutien a pour vocation de mobiliser et de coordonner l’ensemble des moyens du Quai d’Orsay et des autres administrations en cas de crise à l’étranger. Le CDCS travaille ainsi en liaison étroite avec un réseau de partenaires ministériels : le Secrétariat général de la défense et de la sécurité nationale, le Centre de planification et de conduite des opérations du ministère de la Défense, le Centre opérationnel de gestion interministérielle des crises du ministère de l’Intérieur, l’établissement public de préparation et de réponse aux urgences sanitaires du ministère de la Santé. 
Le Centre de crise et de soutien constitue également un pôle de partenariat extrêmement actif pour tous ceux qui, à un titre ou à un autre, font face à des situations de crise hors de France : les ONG, les entreprises, mais aussi les Français résidents ou de passage à l’étranger, leurs élus, les organismes onusiens et européens et les centres de crise étrangers. 

## Organisation
Composé de 105 agents le CDCS est organisé autour de trois centres.
- Le Centre de situation assure la veille permanente des événements à l’étranger, analyse les menaces et les risques et planifie la réponse aux crises ;

- Le Centre des opérations d’urgence est chargé de mettre en place les dispositifs de réponse aux crises : ouverture d’une cellule de crise, mise en place de la réponse téléphonique ou encore envoi d’une mission en renfort d’un poste diplomatique et consulaire sur le terrain;

- Le Centre des opérations humanitaires et de stabilisation : Il assure la coordination et la mise en œuvre de l’aide humanitaire d’urgence de la France, dans le cadre bilatéral. Lors du déclenchement d’une crise, il coordonne des opérations humanitaires d’urgence qui peuvent associer les moyens des secteurs publics et privés et, selon les cas, le soutien de l’Union européenne. Dans les contextes de crises prolongées, il soutient des projets d’ONG humanitaires françaises et internationales visant à répondre aux besoins des populations les plus vulnérables. Le COHS est le partenaire privilégié des ONG humanitaires françaises avec lesquelles il entretient un dialogue régulier, notamment dans le cadre de la Conférence Nationale Humanitaire.

## Services aux usagers
- Les Conseils aux voyageurs, très consultés par le grand public et les entreprises, constituent un outil d’information et de prévention en matière de sécurité des Français à l’étranger. Ils fournissent des informations pratiques et des recommandations sécuritaires à travers 191 « fiches pays » assorties de carte et une dizaine de fiches thématiques (santé, piraterie etc.). Les agents du CDCS établissent des cartes répertoriant les zones à risques en s'appuyant sur un code couleur : en jaune la région nécessite une vigilance renforcée ; en orange, elle est déconseillée sauf pour des raisons impératives d'ordre professionnel ou familial ; en rouge, la zone est formellement déconseillée. En 2013, le CDCS a fait évoluer ses cartes en ajoutant une nouvelle couleur, le vert, correspondant aux régions dans lesquelles une vigilance normale doit être observée. Les Conseils aux voyageurs sont mis à jour en permanence, et comptabilisent plusieurs milliers d’actualisations par an.
- Le service en ligne Fil d'Ariane répertorie les déplacements à l’étranger des ressortissants français préalablement inscrits. Ils reçoivent dès lors des mails ou sms d’informations en période de crise, et sont pris en compte lors d’opérations de secours organisées par la France à l’étranger.

## Actions et interventions

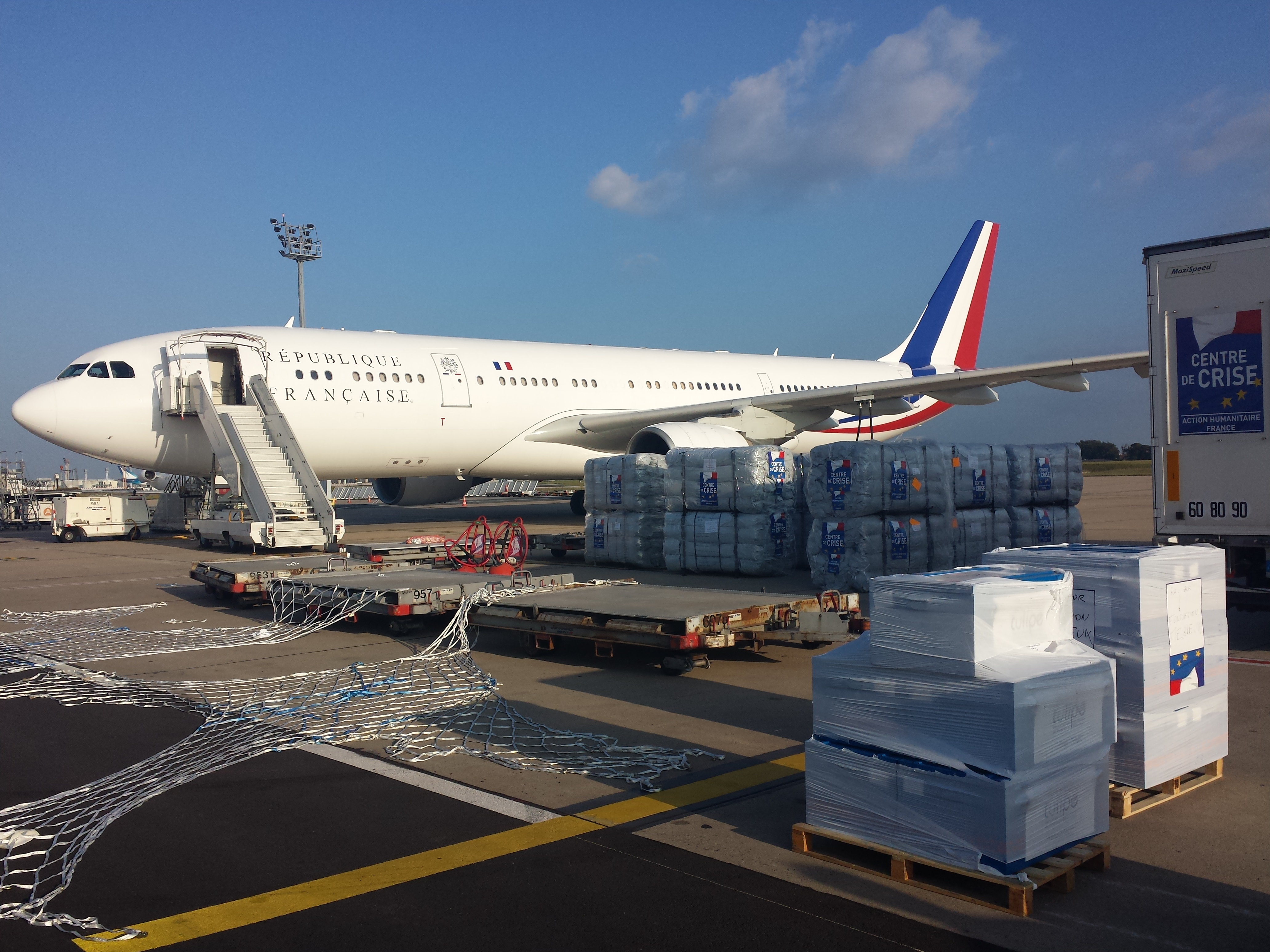
Envoi de fret humanitaire à destination de Erbil en Irak, à la suite de l'offensive de l’État islamique au Kurdistan irakien en 2014 à bord de Cotam Unité.
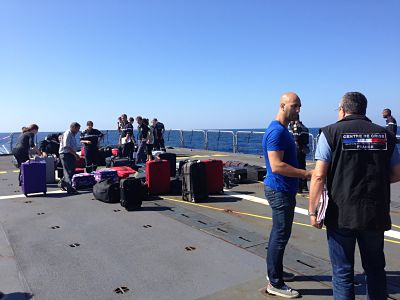
Évacuation de ressortissants français et britanniques lors de la deuxième guerre civile en Libye en 2014.
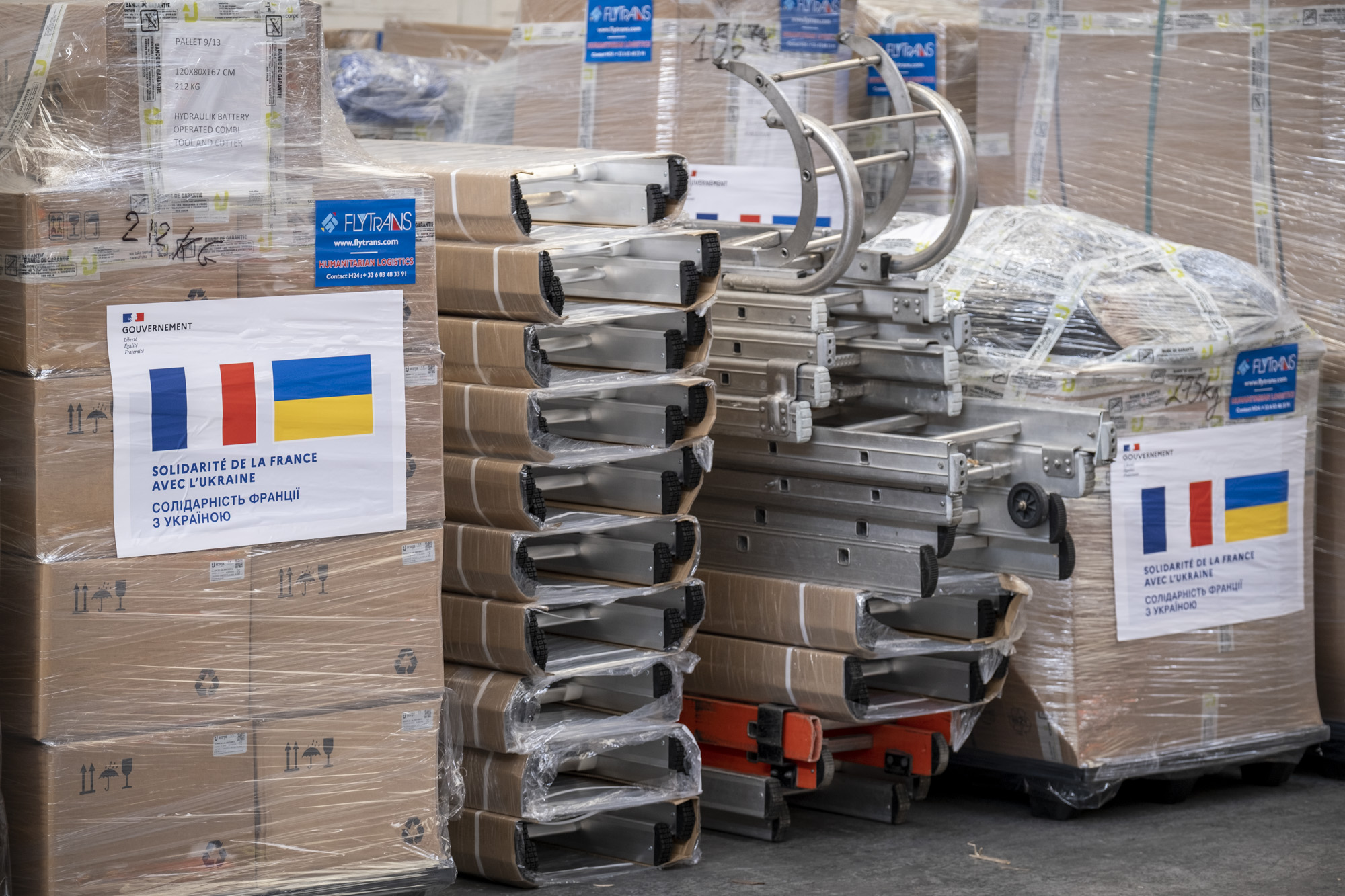
Envoi de fret d’urgence en Ukraine, 2022
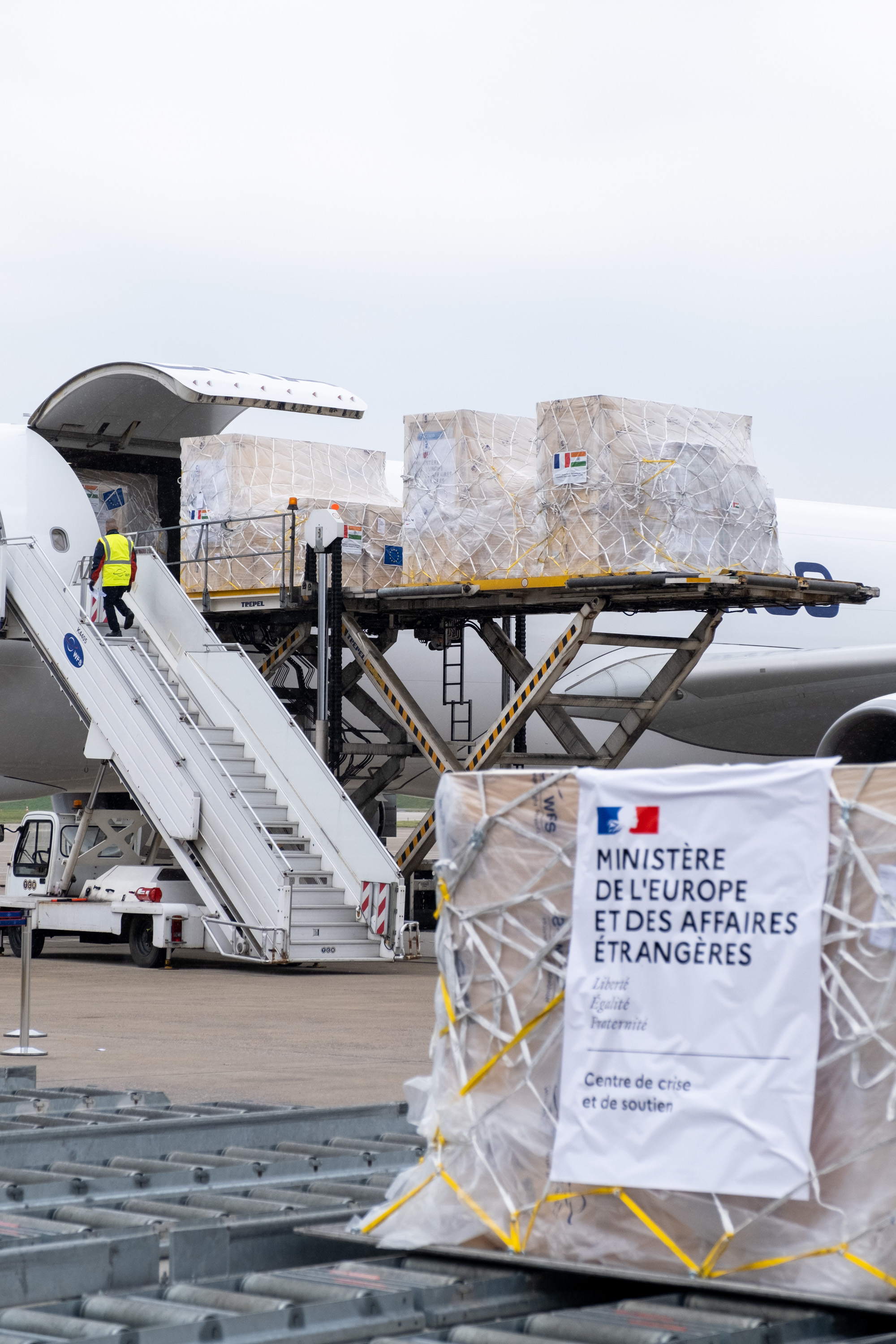
Envoi de matériel médical pour lutter contre la pandémie de Covid-19 en Inde, 2021
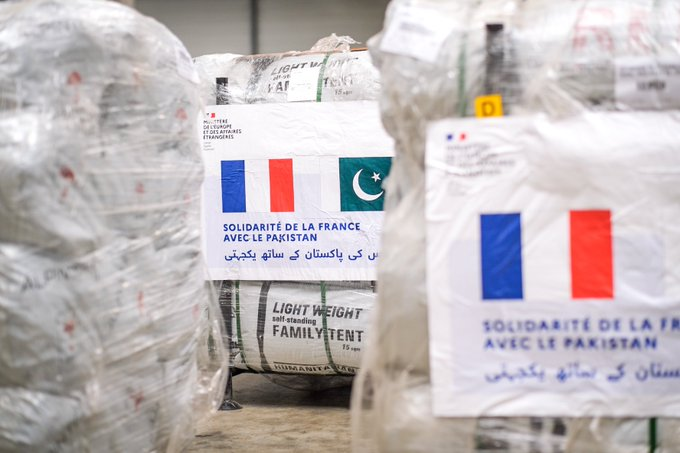
Envoi de fret humanitaire au Pakistan, 2022

## Direction
- Directeur : Philippe Lalliot